# Драгуш (Бугарска)
Драгуш је насељено место у општини Петрич у области Благоевград, Бугарска. Према попису из 2021. године било је 30 становника.
Према бугарском географу и историчару, Василу Канчову, у Драгушу је 1900. године живело 246 Словена хришћана. Претпоставља се да је село основано у 18. веку. Према предању име је добило по првом досељенику Драгушу (Драгош) из Берова (Северна Македонија), који је избегао од Турака и населио се на месту Леништето. Према другим белешкама село су основале пре четири века три породице из Берова, Јурука (Грчка) и Баракова.